# أليساندرو دي ليدي
أليساندرو دي ليدي (بالإيطالية: Alessandro De Leidi)‏ (23 أبريل 1991 ببيرغامو في إيطاليا - ) هو لاعب كرة قدم إيطالي في مركز الدفاع. لعب مع أتالانتا ونادي سيتاديلا ونادي فوجيا وASD Barletta 1922 ‏.

## روابط خارجية
- أليساندرو دي ليدي على موقع قاعدة بيانات كرة القدم.إي يو (الإنجليزية)
- أليساندرو دي ليدي على موقع Soccerway.com (الإنجليزية)